# Kanchal Gosain
Kanchal Gosain es una ciudad censal situada en el distrito de Udham Singh Nagar,  en el estado de Uttarakhand (India). Su población es de 4632 habitantes (2011). 

## Demografía
Según el censo de 2011 la población de Kanchal Gosain era de 4632 habitantes, de los cuales 2775 eran hombres y 1857 eran mujeres. Kanchal Gosain tiene una tasa media de alfabetización del 79,34%, superior a la media estatal del 78,82%: la alfabetización masculina es del 87,27%, y la alfabetización femenina del 67,33%.